# Marek Zagrapan
Marek Zagrapan (6. prosince 1986 v Prešově) je slovenský hokejový trenér a bývalý útočník.

## Hráčská kariéra
Marek Zagrapan začal svou kariéru v rodném městě v tamním klubu HC Prešov. Později přešel do České republiky do mládežnického oddělení HC Zlín, za který v profesionální kariéře debutoval a působil v české extralize v letech 2002 až 2004. V sezóně 2003/04 vyhrál se Zlínem titul České extraligy, i když v téže sezóně hrál hlavně za zlínskou juniorsku. Odehrál také pět zápasů za HC Kometa Brno v 1. lize. Poté odešel do Severní Ameriky, kde hrál dva roky za Chicoutimi Saguenéens, kteří ho draftovali v roce 2004 v prvním kole importního draftu CHL jako 18. hráče v kanadské juniorské lize QMJHL. V roce 2005 byl draftován týmem Buffalo Sabres na 13. místě v celkovém pořadí.
V letech 2006 až 2009 hrál v American Hockey League za Rochester Americans a Portland Pirates. Navzdory dobrým výkonům, kdy nasbíral kolem 40 bodů za sezónu, se nemohl dostat k žádnemu zápasu v National Hockey League. Proto se Zagrapan v sezóně 2009/10 připojil k týmu Severstal Čerepovec v Kontinentální hokejové lize. V 51 zápasech si připsal 16 bodů. Na následující sezonu podepsal smlouvu s nováčkem KHL HC Jugra Chanty-Mansijsk, ale v prosinci 2010 odešel a do konce sezony podepsal smlouvu s HC Oceláři Třinec. Na konci sezóny 2010/11 s ním získal titul mistra ligy. V červnu 2011 podepsal smlouvu s finským týmem Hämeenlinnan Pallokerho z SM-liigy, ale následující rok se přestěhoval zpět do Třince.
V sezoně 2012/13 odešel na hostování k Rytířum Kladno, se kterým sestoupil z extraligy do první ligy. V květnu 2014 podepsal smlouvu se slovenským klubem HC Košice ze slovenské extraligy, za klub však neodehrál žádný zápas, ale na podzim téhož roku přestoupil do EC Graz 99ers v Erste Bank Ice Hockey League. Po roce stráveném u 99ers podepsal v červenci spolu s dalšími třemi cizinci smlouvu s EC Dornbirn. O sezónu později se přesunul zpět na Slovensko do HK Poprad. V roce 2017 přestoupil do EHC Winterthur ve Švýcarsku, ale po pouhém roce se vrátil do Popradu. V roce 2021 přestoupil do HC Grotto Prešov ve svém rodném městě. V roce 2022 se přestěhoval do Francie, kde hrál za Diables Rouges de Briançon. V Ligue Magnus však hrál jen do prosince, poté ukončil kariéru.

## Trenérská kariéra
Po ukončení kariéry v prosinci 2022, se vrátil do Prešova a stal se asistent hlavního trenéra. Od sezony 2023-24 vykonával navíc funkci sportovního manažera.

## Ocenění a úspěchy
- 2004 MS-18 - Pobyt na ledě +/- (+10)
- 2005 CHL Top Prospects Game

## Prvenství

### KHL
- Debut - 13. září 2009 (Avtomobilist Jekatěrinburg proti Severstal Čerepovec)
- První gól - 13. září 2009 (Avtomobilist Jekatěrinburg proti Severstal Čerepovec, ruskému brankáři Denisu Franskevič)
- První asistence - 23. září 2009 (Severstal Čerepovec proti Amur Chabarovsk)

### ČHL
- Debut - 7. ledna 2003 (HC Hamé Zlín proti HC Vítkovice)
- První asistence - 19. ledna 2003 (HC Oceláři Třinec proti HC Hamé Zlín)
- První gól - 16. února 2003 (HC Hamé Zlín proti HC Chemopetrol Litvínov, českému brankáři Marku Pincovi)

## Klubová statistika
| Sezóna       | Klub                       | Soutěž       |     | Základní část | Základní část | Základní část | Základní část | Základní část |    | Play off | Play off | Play off | Play off | Play off |
| Sezóna       | Klub                       | Soutěž       | Z   | G             | A             | B             | TM            | Z             | G  | A        | B        | TM       |          |          |
| 2002–03      | HC Hamé Zlín               | ČHL          | 13  | 1             | 1             | 2             | 0             | —             | —  | —        | —        | —        |          |          |
| 2003–04      | HC Hamé Zlín               | ČHL          | 5   | 0             | 0             | 0             | 0             | —             | —  | —        | —        | —        |          |          |
| 2003–04      | HC Kometa Brno             | 1.ČHL        | 5   | 0             | 1             | 1             | 0             | —             | —  | —        | —        | —        |          |          |
| 2004–05      | Chicoutimi Saguenéens      | QMJHL        | 59  | 32            | 50            | 82            | 50            | 17            | 11 | 6        | 17       | 28       |          |          |
| 2005–06      | Chicoutimi Saguenéens      | QMJHL        | 59  | 35            | 52            | 87            | 25            | 8             | 4  | 6        | 10       | 4        |          |          |
| 2006–07      | Rochester Americans        | AHL          | 71  | 17            | 21            | 38            | 39            | 6             | 1  | 0        | 1        | 2        |          |          |
| 2007–08      | Rochester Americans        | AHL          | 76  | 18            | 22            | 40            | 66            | —             | —  | —        | —        | —        |          |          |
| 2008–09      | Portland Pirates           | AHL          | 80  | 21            | 28            | 49            | 44            | 5             | 2  | 1        | 3        | 2        |          |          |
| 2009–10      | Severstal Čerepovec        | KHL          | 51  | 10            | 6             | 16            | 40            | —             | —  | —        | —        | —        |          |          |
| 2010–11      | HC Jugra Chanty-Mansijsk   | KHL          | 18  | 3             | 2             | 5             | 6             | —             | —  | —        | —        | —        |          |          |
| 2010–11      | HC Oceláři Třinec          | ČHL          | 18  | 3             | 2             | 5             | 2             | 9             | 0  | 3        | 3        | 2        |          |          |
| 2011–12      | Hämeenlinnan Pallokerho    | SM-l         | 24  | 2             | 4             | 6             | 10            | —             | —  | —        | —        | —        |          |          |
| 2012–13      | HC Oceláři Třinec          | ČHL          | 40  | 5             | 9             | 14            | 8             | 11            | 2  | 3        | 5        | 0        |          |          |
| 2013–14      | HC Oceláři Třinec          | ČHL          | 25  | 5             | 3             | 8             | 16            | —             | —  | —        | —        | —        |          |          |
| 2013–14      | Rytíři Kladno              | ČHL          | 16  | 2             | 1             | 3             | 6             | —             | —  | —        | —        | —        |          |          |
| 2014–15      | Graz 99ers                 | EBEL         | 51  | 9             | 21            | 30            | 24            | —             | —  | —        | —        | —        |          |          |
| 2015–16      | Dornbirner EC              | EBEL         | 54  | 9             | 22            | 31            | 24            | 6             | 2  | 1        | 3        | 6        |          |          |
| 2016–17      | HK Poprad                  | SHL          | 54  | 15            | 21            | 36            | 38            | 4             | 0  | 0        | 0        | 0        |          |          |
| 2017–18      | EHC Winterthur             | SwissL       | 32  | 11            | 10            | 21            | 45            | —             | —  | —        | —        | —        |          |          |
| 2018–19      | HK Poprad                  | SHL          | 56  | 15            | 21            | 36            | 22            | 12            | 1  | 5        | 6        | 4        |          |          |
| 2019–20      | HK Poprad                  | SHL          | 55  | 21            | 23            | 44            | 18            | —             | —  | —        | —        | —        |          |          |
| 2020–21      | HK Poprad                  | SHL          | 43  | 7             | 14            | 21            | 12            | 15            | 1  | 5        | 6        | 4        |          |          |
| 2021–22      | HC Grotto Prešov           | SHL          | 48  | 6             | 9             | 15            | 18            | 4             | 0  | 0        | 0        | 0        |          |          |
| 2022–23      | Diables Rouges de Briançon | LM           | 17  | 1             | 3             | 4             | 16            | —             | —  | —        | —        | —        |          |          |
| Celkem v AHL | Celkem v AHL               | Celkem v AHL | 227 | 56            | 71            | 127           | 149           | 11            | 3  | 1        | 4        | 4        |          |          |
| Celkem v KHL | Celkem v KHL               | Celkem v KHL | 69  | 13            | 8             | 21            | 46            | —             | —  | —        | —        | —        |          |          |

## Reprezentace
| Rok                       | Tým                       | Soutěž                    | Z  | G | A  | B  | TM |
| ------------------------- | ------------------------- | ------------------------- | -- | - | -- | -- | -- |
| 2003                      | Slovensko 18              | MS-18                     | 7  | 0 | 0  | 0  | 0  |
| 2004                      | Slovensko 18              | MS-18                     | 6  | 4 | 4  | 8  | 8  |
| 2005                      | Slovensko 20              | MSJ                       | 4  | 1 | 2  | 3  | 6  |
| 2006                      | Slovensko 20              | MSJ                       | 6  | 2 | 5  | 7  | 18 |
| 2010                      | Slovensko                 | MS                        | 6  | 2 | 0  | 2  | 2  |
| Juniorská kariéra celkově | Juniorská kariéra celkově | Juniorská kariéra celkově | 23 | 7 | 11 | 18 | 32 |
| Seniorská kariéra celkově | Seniorská kariéra celkově | Seniorská kariéra celkově | 6  | 2 | 0  | 2  | 2  |